# Ласерда, Франсишку Жозе де

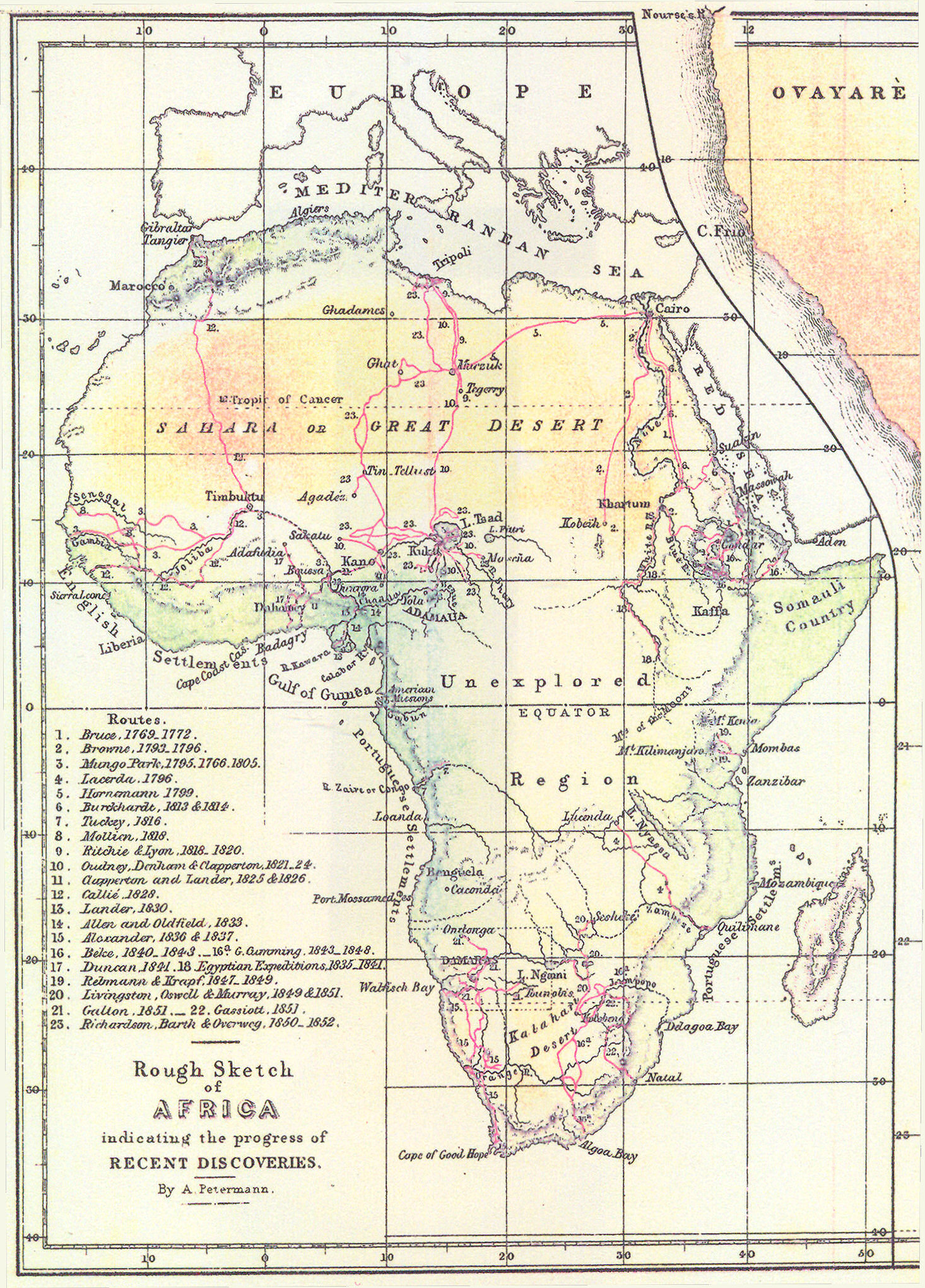
Карта на английском языке, показывающая маршрут движения экспедиции Ласерда

Франсишку Жозе де (ди) Ласерда-и-Алмейда (порт. Francisco José de Lacerda e Almeida; 1753, Сан-Паулу, Бразилия — 18 октября 1798, Казембе) — португальский путешественник, исследователь Африки, один из руководителей португальской колониальной администрации на юге континента, педагог, математик, доктор наук, профессор и член Лиссабонской Королевской академии.

## Биография
Дворянского происхождения. Сын португальского капитана Жозе Антонио де Ласерда, прибывшего в Бразилию из Португалии, и открывшего аптеку в Сан-Паулу. Его мать Франсиска де Алмейда Паис происходила из богатой португало-бразильской семьи.
В 1770 году поступил в Коимбрский университет, сначала на философский, а в 1771 году также и на математический факультет. В 1777 году получил докторскую степень по математике и астрономии.
В 1780 году вошёл в состав комиссия, которая должна была определить границы между португальским вице-королевством Бразилией и испанским вице-королевством Рио-де-ла-Плата в районе современных Мату-Гросу и Боливии. Ласерда при этом был назначен капитаном областей Пара, Рио-Негро, Мату-Гросу, Куяба, исследованием которых занимался. Работы были завершены в 1790 году.
В 1791 г. отправился в Португалию, где стал профессором Королевской академии военно-морской гвардии. В 1797 году был назначен губернатором Замбезии в Мозамбике. В том же году прибыл на место назначения. Сразу приступил к делу: организовал экспедицию для установления связи между Анголой и Мозамбиком по суше и захвата районов, лежащих между этими колониями. В июле 1798 года вышел из Тете (Мозамбик) на северо-запад, прошёл мимо озер Ньяса и Бангвеулу.
Исследовал величайшую реку Западной Африки — Кунене, протекающую между Конго и Оранжевой, обнаружив её судоходность в среднем течении к порогам. Тогда же он убедился, что её верховья сближаются с верховьями другой большой реки — Кубанго, текущей на юго-восток. Ласерда решил, что Кубанго связана с Замбези. Это неверное предположение было опровергнуто позже Давидом Ливингстоном.
В октябре 1798 года достиг восточной части королевства Лунда.
Умер во время экспедиции. Экспедиция де Ласерда, прошедшая около 1400 км в глубь континента, была первым большим путешествием европейцев в центральные районы Африки южнее экватора. Его дневники, имеющие большую географическую и историко-этнографическую ценность, были опубликованы на португальском языке небольшими тиражами в 1830 и 1844, на английском языке — в 1873 г.

## Память
- В его честь назван Понтис-и-Ласерда, муниципалитет в Бразилии в штате Мату-Гросу.
- Река Ласерда-и-Алмейда в бразильском штате Рондония.
- Остров Ласерда-и-Алмейда на реке Парана в штате Сан-Паулу